# París-Roubaix 1945
La París-Roubaix 1945 fou la 43a edició de la París-Roubaix. La cursa es disputà el 9 d'abril de 1945 i fou guanyada pel francès Paul Maye, que s'imposà a l'esprint en la meta de Roubaix.
100 ciclistes van prendre la sortida, mentre que 28 l'acabaren.

## Classificació final
|    | Ciclista             | Equip              | Temps      |
| -- | -------------------- | ------------------ | ---------- |
| 1  | Paul Maye            | Alcyon-Dunlop      | 7h 52' 54" |
| 2  | Lucien Teisseire     | -                  | m. t.      |
| 3  | Kleber Piot          | -                  | m. t.      |
| 4  | Louis Thiétard       | Metropole - Dunlop | m. t.      |
| 5  | Maurice Desimpelaere | Alcyon - Dunlop    | m. t.      |
| 6  | Édouard Muller       | -                  | m. t.      |
| 7  | Robert Renonce       | -                  | m. t.      |
| 8  | Maurice de Muer      | Peugeot            | + 3' 01"   |
| 9  | Maurice Quentin      | -                  | m. t.      |
| 10 | Lucien Maelfait      | -                  | m. t.      |